# العلاقات الأوكرانية التركية
العلاقات الأوكرانية التركية هي العلاقات الثنائية التي تجمع بين أوكرانيا وتركيا.في 6 مارس 2025، صرّح مصدر في وزارة الدفاع التركية بأن تركيا، التي تمتلك ثاني أكبر جيش في حلف شمال الأطلسي (الناتو) بعد الولايات المتحدة، قد تساهم في مهمة محتملة لحفظ السلام في أوكرانيا.

## مقارنة بين البلدين
هذه مقارنة عامة ومرجعية للدولتين:
| وجه المقارنة                                              | أوكرانيا                                   | تركيا         |
| --------------------------------------------------------- | ------------------------------------------ | ------------- |
| المساحة (كم2)                                             | 603.63 ألف                                 | 783.56 ألف    |
| عدد السكان (نسمة)                                         | 45.55 مليون                                | 80.14 مليون   |
| الكثافة السكانية (ن./كم²)                                 | 75.46                                      | 102.28        |
| العاصمة                                                   | كييف                                       | أنقرة         |
| اللغة الرسمية                                             | اللغة الأوكرانية                           | اللغة التركية |
| العملة                                                    | هريفنا أوكرانية، كاربوفانيتس، روبل سوفييتي | ليرة تركية    |
| الناتج المحلي الإجمالي (بليون دولار)                      | 112.15 مليار                               | 851.10 مليار  |
| الناتج المحلي الإجمالي (تعادل القوة الشرائية) بليون دولار | 352.98 مليار                               | 1.57 تريليون  |
| الناتج المحلي الإجمالي الاسمي للفرد دولار أمريكي          | 2.11 ألف                                   | 9.12 ألف      |
| الناتج المحلي الإجمالي للفرد دولار أمريكي                 | 8.66 ألف                                   | 19.79 ألف     |
| مؤشر التنمية البشرية                                      | 0.747                                      | 0.761         |
| رمز المكالمات الدولي                                      | +380                                       | +90           |
| رمز الإنترنت                                              | .ua، .укр ‏                                 | .tr           |
| المنطقة الزمنية                                           | ت ع م+02:00، ت ع م+03:00، توقيت شرق أوروبا | ت ع م+03:00   |

## مدن متوأمة
في ما يلي قائمة باتفاقيات التوأمة بين مدن أوكرانية وتركية:
- ترتبط خاركيف مع عنتاب باتفاقية توأمة منذ 23 أغسطس 2008.[17][18][17][18]
- ترتبط سيمفروبول مع بورصة باتفاقية توأمة منذ 2007.[19][20][19][20]
- ترتبط فينيتسا مع بورصة باتفاقية توأمة منذ 1991.[21][21][21]
- ترتبط تشورنومورسك مع بك أوغلي باتفاقية توأمة.
- ترتبط أوديسا مع وان باتفاقية توأمة منذ 7 مارس 1979.[22][23][24][22]
- ترتبط لوتسك مع باندرمة باتفاقية توأمة منذ 28 نوفمبر 2014.[25][26][27][28]
- ترتبط ميكولايف مع بورصة باتفاقية توأمة منذ 1995.
- ترتبط باختشيساراي مع بورصة باتفاقية توأمة.
- ترتبط كييف مع أنقرة باتفاقية توأمة منذ 1995.[29][30][31][29]

## منظمات دولية مشتركة
يشترك البلدان في عضوية مجموعة من المنظمات الدولية، منها:
| علم المنظمة | اسم المنظمة                               | تاريخ انضمام أوكرانيا | تاريخ انضمام تركيا |
| ----------- | ----------------------------------------- | --------------------- | ------------------ |
|             | وكالة ضمان الاستثمار متعدد الأطراف        | 19 يوليو 1994         | 3 يونيو 1988       |
|             | الأمم المتحدة                             | 24 أكتوبر 1945        | 24 أكتوبر 1945     |
|             | الفريق المعني برصد الأرض                  | ?                     | ?                  |
|             | منظمة حظر الأسلحة الكيميائية              | ?                     | ?                  |
|             | منظمة التجارة العالمية                    | 16 مايو 2008          | 26 مارس 1995       |
|             | منظمة الشرطة الجنائية الدولية             | ?                     | ?                  |
|             | منظمة الأمن والتعاون في أوروبا            | 30 يناير 1992         | 25 يونيو 1973      |
|             | مؤسسة التنمية الدولية                     | 27 مايو 2004          | 22 ديسمبر 1960     |
|             | نظام تحكم تكنولوجيا القذائف               | 1998                  | 1997               |
|             | يونسكو                                    | 12 مايو 1954          | 4 نوفمبر 1946      |
|             | مجلس أوروبا                               | 9 نوفمبر 1995         | 9 أغسطس 1949       |
|             | الاتحاد البريدي العالمي                   | ?                     | ?                  |
|             | البنك الدولي للإنشاء والتعمير             | 3 سبتمبر 1992         | 11 مارس 1947       |
|             | اتفاقية السماوات المفتوحة                 | ?                     | ?                  |
|             | منظمة التعاون الاقتصادي للبحر الأسود      | ?                     | ?                  |
|             | المنظمة الهيدروغرافية الدولية             | ?                     | ?                  |
|             | الاتحاد الدولي للاتصالات                  | 7 مايو 1947           | 1866               |
|             | مؤسسة التمويل الدولية                     | 18 أكتوبر 1993        | 19 ديسمبر 1956     |
|             | المنظمة الأوروبية لسلامة الملاحة الجوية   | 2004                  | 1989               |
|             | المركز الدولي لتسوية المنازعات الاستشارية | 7 يوليو 2000          | 2 أبريل 1989       |
|             | مجموعة أستراليا                           | 2005                  | 2000               |
|             | مجموعة الموردين النوويين                  | ?                     | ?                  |

## أعلام
هذه قائمة لبعض الشخصيات التي تربطها علاقات بالبلدين:
- ميراي اكاي (ممثلة تركية، 17 يوليو 2000 – )

## وصلات خارجية
- موقع وزارة الخارجية الأوكرانية
- موقع وزارة الخارجية التركية